# رأب الأعضاء التناسلية
رأب الأعضاء التناسلية هي العمليات الجراحية التي تقام على الأعضاء التناسلية لإصلاح الإصابات، وآثار المرض والمضاعفات والأضرار الناجمة عن علاج السرطان والغدد الصماء، وجراحات التجميل.

## الاستخدامات الطبية
تشمل عمليات رأب الأعضاء التناسلية ما يلي :
- جراحة المهبل التجميلية
- تصحيح التشوهات الخلقية
  - فرط تنسج الكظرية الخلقي[2][3][3][4]
  - إصلاح صغر القضيب[5]
  - إحليل تحتي [6][7]
  - تحتاني عجاني صفني [8]
  - متلازمة نقص الأندروجين
  - إصلاح مجرى البول [9]
- عملية تجميل
- بناء المهبل[10][11]
- جراحة تجميل المهبل [10][11]
- إصلاح قبو المهبل تدلي[12]
- تعليق وتثبيت المهبل [10][11]
- العمليات على ردبة دوغلاس[10][11]
- تصليح فتق مثاني[10][11]
- إصلاح قيلة مستقيمية[10][11]
- هبوط الأعضاء التناسلية
- إصلاح مجاور المهبل خلف العانة[12]
- ترقيع غشاء البكارة

الطعوم المستخدمة في رأب الأعضاء التناسلية يمكن أن تكون خيفي، اشتراك لفظي تلفظي، طعم ذاتي، نقل الأعضاء بين الكائنات الحية, أو ذاتي 
يمكن لعملية جراحية إعادة الإعمار التناسلية وتصحيح هبوط المثانة البولية في المهبل ونتوء المستقيم في المهبل. الإناث اللواتي يولدن مع النمط الجيني 46، تكون الأعضاء التناسلية متأثرة بتضخم الغدة الكظرية الخلقية وبالتالي ستخضع لعملية جراحية للمهبل. يستخدم رأب المهبل عادة لعلاج النساء اللاتي يعانين من الغياب الخلقي للمهبل. أسباب أخرى لعملية جراحية لعلاج تضخم الغدة الكظرية، ميكروفالوس، اضطراب ماير-روكيتانسكي-كوستنر بالنسبة للنساء الذين كان لديهم استئصال المهبل بعد الخبيثة. الجراحة المهبلية الترميمية والتصحيحية تستعيد أو تخلق المهبل مرة أخرى.
لا يوجد إجماع سريري حول الضرورة، التوقيت، المؤشرات أو التقييم لجراحات تعديل مظهر الأعضاء التناسلية للأطفال . .